# Andreea Munteanu (gimnasta, 1998)
Andreea Eugenia Munteanu (29 de mayo de 1998) es una deportista rumana que compitió en gimnasia artística. Ganó dos medallas de oro en el Campeonato Europeo de Gimnasia Artística, en los años 2014 y 2015.

## Palmarés internacional
| Campeonato Europeo | Campeonato Europeo     | Campeonato Europeo | Campeonato Europeo   |
| Año                | Lugar                  | Medalla            | Prueba               |
| ------------------ | ---------------------- | ------------------ | -------------------- |
| 2014               | Sofía ( Bulgaria)      | Medalla de oro     | Concurso por equipos |
| 2015               | Montpellier ( Francia) | Medalla de oro     | Barra                |